# Jans
Jans (breton.: Hentieg) ist eine französische Gemeinde mit 1.381 Einwohnern (Stand 1. Januar 2022) im Département Loire-Atlantique in der Region Pays de la Loire.
Die Einwohner der Gemeinde nennen sich Janséens und Janséennes.
Das Dorf, gelegen in einer hügeligen und bewaldeten Gegend und am Ufer des Don, geht zurück auf eine von den Herzögen der Bretagne gegründeten Pfarrei. Im 14. Jahrhundert stand es unter der Herrschaft derer von Laval, im 16. Jahrhundert von Montmorency, Connétable von Frankreich.
Nachbargemeinden von Jans sind Lusanger im Nordosten, Treffieux im Osten, Nozay im Süden, Marsac-sur-Don im Südwesten und Derval im Nordwesten. An der südlichen Gemeindegrenze mündet das Flüsschen Sauzignac in den Don.

## Bevölkerungsentwicklung
- 1962: 1007
- 1968: 1076
- 1975: 0991
- 1982: 1023
- 1990: 1041
- 1999: 0989
- 2007: 1023
- 2017: 1370

## Sehenswürdigkeiten
- Neugotische Kirche Saint-Julien-Saint-Dulcien aus dem 19. Jahrhundert